# Йохан Андреас фон Волфщайн
Йохан/Ханс Андреас фон Волфщайн (на немски: Johann/Hans Andreas von Wolfstein; * 19 февруари 1541 в Пирбаум в Горен Пфалц, Бавария; † 19 октомври 1585) е фрайхер на Волфщайн-Оберзулцбюрг в Бавария, господар на Волфщайн в Горен Пфалц.
Той е син на фрайхер Адам фон Волфщайн-Оберзулцбюрг († 1547) и втората му съпруга графиня Мария Салома фон Тенген-Неленбург (* ок. 1520), дъщеря на граф Кристоф фон Неленбург-Тенген († 1539) и Ерентруд фон Щауфен († 1531). Внук е на рицар Вилхелм III фон Волфщайн (1453 – 1518) и Маргарета фон Щайн. Баща му Адам фон Волфщайн е издигнат на имперски фрайхер през 1522 г. от император Карл V.
Йохан Андреас фон Волфщайн умира на 44 години на 19 октомври 1585 г., погребан е в „Св. Георг“ в Пирбаум. Rодът изчезва по мъжка линия на 20 април 1740 г. със смъртта на последния граф Кристиан Албрехт фон Волфщайн. Собственостите отиват на Курфюрство Бавария.
Йохан Андреас фон Волфщайн е прапрадядо на датската кралица София Магдалена фон Бранденбург-Кулмбах (1700 – 1770), омъжена 1721 г. за крал Кристиан VI (1699 – 1746).

## Фамилия
Йохан Андреас фон Волфщайн се жени на 13 май 1562 г. в Гелнхаузен за графиня Анна фон Изенбург-Бюдинген-Келстербах (* 1536; † 30 октомври 1565), дъщеря на граф Антон I фон Изенбург-Бюдинген-Ронебург-Келстербах (1501 – 1560) и графиня Елизабет фон Вид (1509 – 1542). Бракът е бездетен. Тя умира на 29 години и е погребана в „Св. Георг“, Пирбаум.
Йохан Андреас фон Волфщайн се жени втори път на 25 януари 1569 г. в Ландсхут за фрайин Магдалена фон Дегенберг († 3 юни 1597), дъщеря на Ханс VII фон Дегенберг, Шварцах, Вайсенщайн († 1559) и Катарина фон Фрайберг († 1586). Те имат пет деца:
- Фридрих (Адам) фон Волфщайн († пр. 31 май 1571, погребан в Ноймаркт)
- Йохан Адам фон Волфщайн (* 10 септември 1573; † 2 ноември 1617), фрайхер, женен на 22 август 1598 г. за шенка Елизабета фон Лимпург (* 6 октомври 1571; † 12 август 1640, Нюрнберг)
- Йохан Албрехт фон Волфщайн (* 3 ноември 1574; † 27 май 1620, Крайлсхайм), женен 1599 г. за графиня Анна София фон Мансфелд-Арнщайн (* 1564; † 18 юли 1621); нямат деца
- Доротея фон Волфщайн († сл. 17 ноември 1602), омъжена на 4 март 1598 г. в Регенсбург за Хайнрих Херман фон Шюцбар-Милхлинг († сл. 18 юли 1649)
- Сузана фон Волфщайн († сл. 17 ноември 1602)